# Кодосно
Кодосно́ или Кадосно — озеро в Куньинском районе Псковской области России. Располагается на высоте 167 м над уровнем моря в пределах территории Жижицкой волости.
Площадь водной поверхности — 336,2 га; общая площадь, с островами — 3,72 км². Максимальная глубина — 3,4 м, средняя глубина — 2,2 м. Площадь водосборного бассейна — 113 км².
На берегу озера расположены деревни: Засеново, Хмелево, Бурая, Жижица.
Проточное. Относится к бассейну реки Кадосница, притока Жижицы в бассейне Западной Двины. Озеро на юге соединено рекой Кадосница (Кодосна) с Жижицким озером.
Тип озера лещово-плотвичный с уклеей. Массовые виды рыб: щука, плотва, окунь, лещ, густера, красноперка, ерш, налим, карась золотой и серебряный, линь, уклея, язь, угорь, пескарь, вьюн, щиповка.
Для озера характерно: отлогие, крутые и низкие берега, местами заболочены, в прибрежье — леса, луга, поля; в центре — ил, в литорали — песок, песок с галькой, камни, заиленный песок; бывают локальные заморы.
Код водного объекта в государственном водном реестре — 01020000211199000000390.